# Jerome Cady
Jerome „Jerry“ John Cady (* 15. August 1903 in Cabell County, West Virginia; † 7. November 1948 in Avalon, Santa Catalina Island, Kalifornien) war ein US-amerikanischer Drehbuchautor, der einmal für den Oscar für das beste Originaldrehbuch nominiert war. Darüber hinaus gewann er den Edgar Allan Poe Award und war auch zweifach für den Preis der Writers Guild of America (WGA Award) nominiert.

## Leben
Cady begann seine Laufbahn als Drehbuchautor in der Filmwirtschaft Hollywoods 1937 bei dem Kriminalfilm The Great Hospital Mystery von James Tinling mit Jane Darwell, Sig Ruman und Sally Blane. Er schuf bis zu seinem Tod die Drehbücher und Vorlagen für rund vierzig Filme.
Bei der Oscarverleihung 1945 wurde er für den Oscar für das beste Originaldrehbuch nominiert, und zwar für den von Henry Hathaway inszenierten Kriegsfilm Mission im Pazifik (Wing and a Prayer, 1944) mit Don Ameche, Dana Andrews und William Eythe in den Hauptrollen.
Seinen größten Erfolg hatte Cady, der an Bord seiner Yacht an einer Überdosis Schlaftabletten verstarb, jedoch erst posthum mit dem Drehbuch für den zu den Film noir gehörenden Kriminalfilm Kennwort 777 (Call Northside 777, 1948) von Henry Hathaway mit James Stewart, Richard Conte und Lee J. Cobb: Hierfür gewann er 1949 mit Jay Dratler, den weiteren Drehbuchautoren Quentin Reynolds und Leonard Hoffman, Regisseur Henry Hathaway und Produzent Otto Lang den Edgar Allan Poe Award für den besten Film; der Preis wurde von seiner Ehefrau in Empfang genommen. Darüber hinaus wurde er posthum mit Jay Dratler für diesen Film auch für den Preis der Writers Guild of America nominiert, und zwar zum einen für den WGA Award für das bestgeschriebene US-Filmdrama sowie andererseits für den ebenfalls von der WGA vergebenen Robert Meltzer Award für das Drehbuch mit dem besten Umgang mit US-amerikanischen Problemen.

## Filmografie (Auswahl)
- 1937: Charlie Chan am Broadway (Charlie Chan on Broadway)
- 1937: Charlie Chan in Monte Carlo (Charlie Chan at Monte Carlo)
- 1938: Mr. Moto und der Wettbetrug (Mr. Moto’s Gamble)
- 1939: Der Frechdachs von Arizona (The Arizona Wildcat)
- 1943: Guadalkanal – die Hölle im Pazifik (Guadalcanal Diary)
- 1944: Mission im Pazifik (Wing and a Prayer)
- 1947: Amber, die große Kurtisane (Forever Amber)
- 1948: Kennwort 777 (Call Northside 777)
- 1949: Sand